# Pseudoharpax dubius
Pseudoharpax dubius är en bönsyrseart som beskrevs av Scott LaGreca 1954. Pseudoharpax dubius ingår i släktet Pseudoharpax och familjen Hymenopodidae. Inga underarter finns listade i Catalogue of Life.